# Serie A 1936-1937
La Serie A 1936-1937 è stata la 37ª edizione della massima serie del campionato italiano di calcio (l'8ª a girone unico), disputata tra il 13 settembre 1936 e il 16 maggio 1937 e conclusa con la vittoria del Bologna, al suo quarto titolo, il secondo consecutivo.
Capocannoniere del torneo è stato Silvio Piola (Lazio) con 21 reti.

## Stagione

### Antefatti
Il Bologna campione uscente si limitò a ringiovanire la rosa, sostituendo al portiere Gianni l'ex Ambrosiana Ceresoli, caduto in disgrazia per guai fisici, e a Schiavio il centrattacco del Napoli Busoni. Le campagne acquisti più altisonanti furono quelle della Lazio, che acquistò tre titolari dell'Alessandria (Riccardi, Milano e Busani), e dell'Ambrosiana, che ingaggiò Ferraris II dal Napoli ed un gruppo di interessanti elementi messisi in mostra nelle serie minori (Buonocore, Villa, Frossi).

Egri Erbstein, tecnico dell'esordiente, settima a fine torneo.

Minori i movimenti, delle altre squadre: la Juventus acquistò il portiere Amoretti e l'attaccante Scagliotti dalla Fiorentina, che per compensare le cessioni puntò sulla politica dei giovani calciatori portata avanti già da alcuni anni dal presidente Ridolfi. La Roma ingaggiò Serantoni e il Genova 1893 aggregò agli attaccanti due elementi di valore come Fasanelli ed Arcari III.

### Il campionato
Il Bologna si portò subito nelle prime posizioni, inseguito nelle prime settimane dal Torino, che aveva lasciato invariata l'ossatura dell'anno precedente; le prime inseguitrici furono la debuttante e quadrata Lucchese e la Roma; nel mese di novembre emerse poi con prepotenza la Lazio di Piola, che affiancò i petroniani (condotti dalla giovane rivelazione Biavati), ed intraprese con loro un inedito duello. Il 10 gennaio, ultima d'andata, il Bologna cadde sul campo del Milan e lasciò il platonico titolo d'inverno alla Lazio, che ottenne contro il Bari la quinta vittoria consecutiva e il primato solitario.

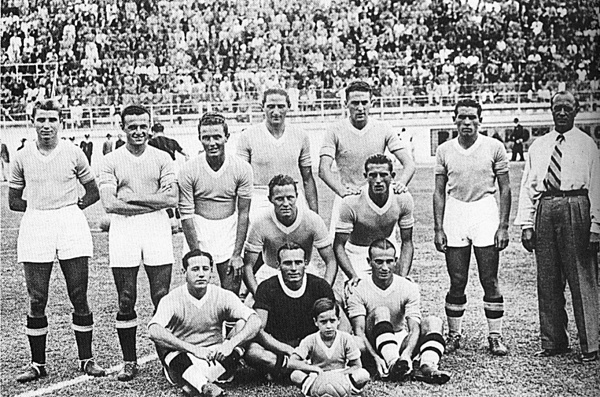
La chiuse al secondo posto della classifica, ottenendo l'accesso alla Coppa dell'Europa Centrale.

Con l'inizio del girone di ritorno un Bologna in progressione riuscì a sorpassare i biancocelesti, uscendo indenne dallo scontro diretto del 7 febbraio e mantenendo un'andatura regolare nelle settimane successive che le permise di mantenere la giusta distanza dalle incostanti inseguitrici, alle quali era riuscito ad aggiungersi il Milan. Il 2 maggio, quando mancavano ancora due giornate alla fine del torneo, la squadra rossoblù batté la Triestina e vinse il suo secondo scudetto consecutivo; a confermare la bontà del lavoro di Weisz, artefice di una squadra veloce, forte in difesa e abile in contropiede, giunse poche settimane dopo la netta vittoria nel prestigioso Torneo dell'Expo, a Parigi.
Nel corso del girone di ritorno erano rimaste staccate sul fondo Sampierdarenese, Alessandria e Novara. Per la salvezza della squadra ligure, come ormai di consueto, furono decisive le ultime battute del torneo: nell'ultima giornata espugnò Napoli, sorpassando in extremis il debuttante Novara, che cadde sul campo della Roma a pochi minuti dal termine. L'Alessandria, che pure ad un certo punto sembrò favorita per il rush finale, affondò nel finale, schiacciata dalle carenze tecniche indotte dalle cessioni estive e dalla sterilità offensiva cui neppure l'esperto Banchero seppe rimediare.

## Squadre partecipanti
| Club             | Stagione | Città       | Stadio                             | Stagione precedente           |
| ---------------- | -------- | ----------- | ---------------------------------- | ----------------------------- |
| Alessandria      | dettagli | Alessandria | Stadio del Littorio                | 8º posto in Serie A           |
| Ambrosiana-Inter | dettagli | Milano      | Arena Civica                       | 4º posto in Serie A           |
| Bari             | dettagli | Bari        | Stadio della Vittoria              | 14º posto in Serie A          |
| Bologna          | dettagli | Bologna     | Stadio Littoriale                  | 1º posto in Serie A           |
| Fiorentina       | dettagli | Firenze     | Stadio Giovanni Berta              | 12º posto in Serie A          |
| Genova 1893      | dettagli | Genova      | Stadio Luigi Ferraris              | 8º posto in Serie A           |
| Juventus         | dettagli | Torino      | Stadio Municipale Benito Mussolini | 5º posto in Serie A           |
| Lazio            | dettagli | Roma        | Stadio Nazionale del PNF           | 7º posto in Serie A           |
| Lucchese         | dettagli | Lucca       | Stadio del Littorio                | 1º posto in Serie B, promossa |
| Milan            | dettagli | Milano      | Campo San Siro                     | 8º posto in Serie A           |
| Napoli           | dettagli | Napoli      | Stadio Partenopeo                  | 8º posto in Serie A           |
| Novara           | dettagli | Novara      | Stadio Littorio                    | 1º posto in Serie B, promosso |
| Roma             | dettagli | Roma        | Campo Testaccio                    | 2º posto in Serie A           |
| Sampierdarenese  | dettagli | Genova      | Stadio del Littorio                | 12º posto in Serie A          |
| Torino           | dettagli | Torino      | Stadio Filadelfia                  | 3º posto in Serie A           |
| Triestina        | dettagli | Trieste     | Stadio del Littorio                | 6º posto in Serie A           |

## Allenatori e primatisti
| Squadra          | Allenatore                                                                                 | Calciatore più presente                                                               | Cannoniere                            |
| ---------------- | ------------------------------------------------------------------------------------------ | ------------------------------------------------------------------------------------- | ------------------------------------- |
| Alessandria      | Karl Stürmer (1ª-13ª) Elvio Banchero (I) (14ª-30ª)                                         | Oreste Barale (28)                                                                    | Luciano Robotti (6)                   |
| Ambrosiana-Inter | Armando Castellazzi                                                                        | Giovanni Ferrari, Ugo Locatelli (30)                                                  | Annibale Frossi, Giuseppe Meazza (11) |
| Bari             | Tony Cargnelli                                                                             | Elio Grolli (30)                                                                      | Alcide Ivan Violi (8)                 |
| Bologna          | Árpád Weisz                                                                                | Giordano Corsi, Francisco Fedullo, Dino Fiorini, Mario Montesanto (30)                | Carlo Reguzzoni (12)                  |
| Fiorentina       | Guido Ara                                                                                  | Ermes Borsetti (29)                                                                   | Vinicio Viani (10)                    |
| Genova 1893      | Hermann Felsner                                                                            | Mario Genta (30)                                                                      | Alfredo Marchionneschi (15)           |
| Juventus         | Virginio Rosetta                                                                           | Ugo Amoretti, Alfredo Foni, Guglielmo Gabetto, Pietro Rava (30)                       | Guglielmo Gabetto (17)                |
| Lazio            | József Viola                                                                               | Giuseppe Baldo, Bruno Camolese, Alfredo Monza (II), Benedicto Zacconi (30)            | Silvio Piola (21)                     |
| Lucchese         | Ernő Erbstein                                                                              | Elpidio Coppa, Libero Marchini, Aldo Olivieri (30)                                    | Elpidio Coppa, Danilo Michelini (13)  |
| Milan            | Adolfo Baloncieri (1ª-10ª) William Garbutt (11ª-30ª)                                       | Giuseppe Bonizzoni, Antonio Bortoletti, Luigi Perversi (30)                           | Egidio Capra (12)                     |
| Napoli           | Angelo Mattea                                                                              | Enrico Colombari, Gino Rossetti (30)                                                  | Antonio Ferrara, Gino Rossetti (6)    |
| Novara           | Rudolf Soutschek (1ª-10ª) Adolfo Baloncieri (11ª-30ª)                                      | Ezio Rizzotti (30)                                                                    | Ezio Rizzotti, Otello Torri (13)      |
| Roma             | Luigi Barbesino                                                                            | Eraldo Monzeglio (30)                                                                 | Domenico D'Alberto (7)                |
| Sampierdarenese  | István Mészáros                                                                            | Mario Malatesta (30)                                                                  | Angelo Bollano (6)                    |
| Torino           | Gyula Feldmann                                                                             | Luigi Brunella, Pietro Buscaglia, Osvaldo Ferrini, Cesare Gallea, Giuseppe Maina (30) | Pietro Buscaglia (17)                 |
| Triestina        | István Tóth (1ª-3ª) Lajos Nemes Kovács (4ª-9ª) Elio Loschi (10ª-15ª) Jenő Konrád (16ª-30ª) | Bruno Chizzo, Giuseppe Geigerle (30)                                                  | Luigi Busidoni (7)                    |

## Classifica finale
|        | Pos. | Squadra          | Pt | G  | V  | N  | P  | GF | GS |
| ------ | ---- | ---------------- | -- | -- | -- | -- | -- | -- | -- |
|        | 1.   | Bologna          | 42 | 30 | 15 | 12 | 3  | 45 | 26 |
|        | 2.   | Lazio            | 39 | 30 | 17 | 5  | 8  | 56 | 42 |
|        | 3.   | Torino           | 38 | 30 | 13 | 12 | 5  | 50 | 25 |
|        | 4.   | Milan            | 36 | 30 | 13 | 10 | 7  | 39 | 29 |
|        | 5.   | Juventus         | 35 | 30 | 12 | 11 | 7  | 53 | 31 |
| [ 16 ] | 6.   | Genova 1893      | 33 | 30 | 11 | 11 | 8  | 51 | 36 |
|        | 7.   | Ambrosiana-Inter | 31 | 30 | 9  | 13 | 8  | 43 | 35 |
|        | 7.   | Lucchese         | 31 | 30 | 9  | 13 | 8  | 39 | 43 |
|        | 9.   | Fiorentina       | 30 | 30 | 9  | 12 | 9  | 34 | 32 |
|        | 10.  | Roma             | 27 | 30 | 10 | 7  | 13 | 36 | 45 |
|        | 10.  | Bari             | 27 | 30 | 9  | 9  | 12 | 35 | 45 |
|        | 12.  | Triestina        | 26 | 30 | 7  | 12 | 11 | 29 | 36 |
|        | 13.  | Napoli           | 24 | 30 | 8  | 8  | 14 | 31 | 39 |
|        | 14.  | Sampierdarenese  | 22 | 30 | 6  | 10 | 14 | 32 | 46 |
|        | 15.  | Novara           | 21 | 30 | 8  | 5  | 17 | 43 | 62 |
|        | 16.  | Alessandria      | 18 | 30 | 8  | 2  | 20 | 23 | 67 |

Legenda:
      Campione d'Italia e qualificata in Coppa Europa Centrale 1937.
      Qualificate in Coppa dell'Europa Centrale 1937.
      Retrocesse in Serie B 1937-1938.
Regolamento:
Due punti a vittoria, uno a pareggio, zero a sconfitta.
Era in vigore il pari merito.
Note:
Il Bologna viene invitato a partecipare al Torneo Internazionale dell'Expo Universale di Parigi 1937

### Squadra campione
| Formazione tipo | Giocatori (presenze)   |
| --- | ---------------------- |
| Ceresoli Fiorini Gasperi Montesanto Andreolo Corsi Sansone Fedullo Biavati Reguzzoni Busoni                                                | Carlo Ceresoli (27)    |
| Ceresoli Fiorini Gasperi Montesanto Andreolo Corsi Sansone Fedullo Biavati Reguzzoni Busoni                                                | Dino Fiorini (30)      |
| Ceresoli Fiorini Gasperi Montesanto Andreolo Corsi Sansone Fedullo Biavati Reguzzoni Busoni                                                | Felice Gasperi (15)    |
| Ceresoli Fiorini Gasperi Montesanto Andreolo Corsi Sansone Fedullo Biavati Reguzzoni Busoni                                                | Mario Montesanto (30)  |
| Ceresoli Fiorini Gasperi Montesanto Andreolo Corsi Sansone Fedullo Biavati Reguzzoni Busoni                                                | Michele Andreolo (25)  |
| Ceresoli Fiorini Gasperi Montesanto Andreolo Corsi Sansone Fedullo Biavati Reguzzoni Busoni                                                | Giordano Corsi (30)    |
| Ceresoli Fiorini Gasperi Montesanto Andreolo Corsi Sansone Fedullo Biavati Reguzzoni Busoni                                                | Raffaele Sansone (29)  |
| Ceresoli Fiorini Gasperi Montesanto Andreolo Corsi Sansone Fedullo Biavati Reguzzoni Busoni                                                | Francisco Fedullo (30) |
| Ceresoli Fiorini Gasperi Montesanto Andreolo Corsi Sansone Fedullo Biavati Reguzzoni Busoni                                                | Amedeo Biavati (16)    |
| Ceresoli Fiorini Gasperi Montesanto Andreolo Corsi Sansone Fedullo Biavati Reguzzoni Busoni                                                | Carlo Reguzzoni (29)   |
| Ceresoli Fiorini Gasperi Montesanto Andreolo Corsi Sansone Fedullo Biavati Reguzzoni Busoni                                                | Giovanni Busoni (29)   |
| Altri giocatori: Pietro Ferrari (3), Mario Pagotto (15), Aldo Donati (5), Bruno Maini (11), Lodovico De Filippis (4), Angelo Schiavio (2). |                        |

## Risultati

### Tabellone
|                 | Ale  | Amb  | Bar  | Bol  | Fio  | Gen  | Juv  | Laz  | Luc  | Mil  | Nap  | Nov  | Rom  | Sam  | Tor  | Tri  |
| --------------- | ---- | ---- | ---- | ---- | ---- | ---- | ---- | ---- | ---- | ---- | ---- | ---- | ---- | ---- | ---- | ---- |
| Alessandria     | –––– | 0-3  | 0-2  | 0-1  | 1-0  | 2-1  | 1-0  | 1-5  | 1-0  | 1-3  | 2-0  | 1-3  | 5-3  | 1-0  | 0-0  | 0-0  |
| Ambrosiana      | 3-0  | –––– | 2-2  | 0-1  | 2-2  | 0-1  | 2-0  | 2-2  | 2-2  | 1-1  | 2-2  | 3-1  | 2-1  | 1-1  | 1-0  | 1-2  |
| Bari            | 2-1  | 1-1  | –––– | 0-1  | 1-1  | 1-0  | 1-1  | 0-2  | 2-0  | 2-0  | 3-1  | 4-1  | 1-0  | 0-1  | 0-0  | 4-0  |
| Bologna         | 4-0  | 1-0  | 2-2  | –––– | 1-1  | 4-4  | 1-1  | 1-1  | 0-0  | 2-0  | 2-1  | 5-1  | 1-0  | 4-1  | 0-1  | 2-0  |
| Fiorentina      | 1-0  | 1-0  | 1-0  | 0-0  | –––– | 1-2  | 2-2  | 5-1  | 2-2  | 1-2  | 1-1  | 1-0  | 2-0  | 2-1  | 1-0  | 2-1  |
| Genova 1893     | 4-0  | 1-2  | 3-1  | 0-1  | 1-1  | –––– | 1-1  | 4-1  | 1-1  | 0-1  | 0-1  | 5-1  | 3-1  | 1-1  | 2-2  | 4-3  |
| Juventus        | 4-1  | 1-1  | 2-0  | 0-0  | 3-0  | 2-2  | –––– | 6-1  | 1-1  | 2-0  | 2-0  | 1-1  | 5-1  | 3-1  | 0-1  | 0-0  |
| Lazio           | 4-0  | 1-0  | 3-1  | 0-0  | 2-1  | 2-1  | 1-0  | –––– | 2-1  | 3-0  | 4-0  | 1-0  | 0-1  | 1-0  | 0-0  | 2-1  |
| Lucchese        | 1-0  | 1-0  | 0-0  | 2-2  | 1-1  | 2-2  | 1-1  | 1-0  | –––– | 0-0  | 3-2  | 3-1  | 5-1  | 1-0  | 3-1  | 1-1  |
| Milan           | 4-1  | 1-1  | 4-0  | 1-0  | 1-0  | 2-2  | 3-4  | 5-3  | 3-0  | –––– | 1-0  | 2-0  | 1-0  | 2-2  | 0-0  | 0-0  |
| Napoli          | 2-0  | 2-1  | 3-0  | 0-1  | 1-0  | 0-0  | 0-1  | 3-5  | 4-2  | 0-1  | –––– | 4-0  | 0-0  | 0-2  | 1-1  | 0-0  |
| Novara          | 3-4  | 3-5  | 1-1  | 4-0  | 2-1  | 1-0  | 0-2  | 2-4  | 1-2  | 1-0  | 0-0  | –––– | 5-1  | 3-3  | 0-0  | 2-1  |
| Roma            | 1-0  | 0-0  | 5-2  | 0-1  | 2-2  | 0-0  | 3-1  | 3-1  | 3-0  | 0-0  | 1-0  | 1-0  | –––– | 3-0  | 1-1  | 1-3  |
| Sampierdarenese | 5-0  | 2-2  | 2-0  | 2-2  | 1-1  | 0-2  | 2-6  | 0-2  | 3-0  | 0-0  | 0-2  | 2-1  | 0-1  | –––– | 0-1  | 0-0  |
| Torino          | 5-0  | 1-2  | 6-1  | 3-3  | 0-0  | 1-3  | 2-1  | 2-2  | 2-2  | 3-1  | 3-0  | 4-1  | 2-0  | 4-0  | –––– | 2-0  |
| Triestina       | 3-0  | 1-1  | 1-1  | 1-2  | 1-0  | 0-1  | 1-0  | 1-0  | 4-1  | 0-0  | 1-1  | 1-4  | 2-2  | 0-0  | 0-2  | –––– |

### Calendario
| andata (1ª) | andata (1ª) | Prima giornata         | ritorno (16ª) | ritorno (16ª) |
|             |             |                        |               |               |
| 13 set.     | 0-1         | Alessandria-Bologna    | 0-4           | 17 gen.       |
| 13 set.     | 1-2         | Ambrosiana-Triestina   | 1-1           | 17 gen.       |
| 13 set.     | 1-1         | Bari-Juventus          | 0-2           | 17 gen.       |
| 13 set.     | 3-0         | Lazio-Milan            | 3-5           | 17 gen.       |
| 13 set.     | 1-1         | Lucchese-Fiorentina    | 2-2           | 17 gen.       |
| 13 set.     | 0-0         | Napoli-Roma            | 0-1           | 17 gen.       |
| 13 set.     | 2-1         | Sampierdarenese-Novara | 3-3           | 17 gen.       |
| 13 set.     | 1-3         | Torino-Genova 1893     | 2-2           | 17 gen.       |

| andata (3ª) | andata (3ª) | Terza giornata             | ritorno (18ª) | ritorno (18ª) |
|             |             |                            |               |               |
| 27 set.     | 1-3         | Alessandria-Novara         | 4-3           | 31 gen.       |
| 27 set.     | 0-1         | Ambrosiana-Bologna         | 0-1           | 31 gen.       |
| 27 set.     | 1-0         | Bari-Genova 1893           | 1-3           | 31 gen.       |
| 27 set.     | 2-1         | Lazio-Triestina            | 0-1           | 31 gen.       |
| 27 set.     | 0-0         | Lucchese-Milan             | 0-3           | 31 gen.       |
| 27 set.     | 0-1         | Napoli-Juventus            | 0-2           | 31 gen.       |
| 27 set.     | 1-1         | Sampierdarenese-Fiorentina | 1-2           | 31 gen.       |
| 27 set.     | 2-0         | Torino-Roma                | 1-1           | 31 gen.       |

| andata (5ª) | andata (5ª) | Quinta giornata       | ritorno (20ª) | ritorno (20ª) |
|             |             |                       |               |               |
| 11 ott.     | 1-0         | Alessandria-Juventus  | 1-4           | 14 feb.       |
| 11 ott.     | 2-1         | Ambrosiana-Roma       | 0-0           | 14 feb.       |
| 11 ott.     | 4-0         | Bari-Triestina        | 1-1           | 14 feb.       |
| 11 ott.     | 2-1         | Lazio-Fiorentina      | 1-5           | 14 feb.       |
| 11 ott.     | 2-2         | Lucchese-Bologna      | 0-0           | 14 feb.       |
| 11 ott.     | 0-0         | Napoli-Genova 1893    | 1-0           | 14 feb.       |
| 11 ott.     | 0-0         | Sampierdarenese-Milan | 2-2           | 14 feb.       |
| 11 ott.     | 4-1         | Torino-Novara         | 0-0           | 14 feb.       |

| andata (7ª) | andata (7ª) | Settima giornata       | ritorno (22ª) | ritorno (22ª) |
|             |             |                        |               |               |
| 1º nov.     | 1-0         | Alessandria-Fiorentina | 0-1           | 28 feb.       |
| 4 nov.      | 2-2         | Ambrosiana-Lucchese    | 0-1           | 28 feb.       |
| 1º nov.     | 0-1         | Bari-Sampierdarenese   | 0-2           | 28 feb.       |
| 1º nov.     | 0-1         | Genova 1893-Bologna    | 4-4           | 28 feb.       |
| 1º nov.     | 1-0         | Lazio-Juventus         | 1-6           | 28 feb.       |
| 1º nov.     | 4-0         | Napoli-Novara          | 0-0           | 28 feb.       |
| 1º nov.     | 3-1         | Torino-Milan           | 0-0           | 28 feb.       |
| 1º nov.     | 2-2         | Triestina-Roma         | 3-1           | 28 feb.       |

| andata (9ª) | andata (9ª) | Nona giornata          | ritorno (24ª) | ritorno (24ª) |
|             |             |                        |               |               |
| 23 nov.     | 1-0         | Alessandria-Lucchese   | 0-1           | 14 mar.       |
| 22 nov.     | 1-0         | Ambrosiana-Torino      | 2-1           | 14 mar.       |
| 22 nov.     | 2-0         | Bari-Milan             | 0-4           | 14 mar.       |
| 22 nov.     | 1-1         | Genova 1893-Fiorentina | 2-1           | 14 mar.       |
| 22 nov.     | 5-1         | Juventus-Roma          | 1-3           | 14 mar.       |
| 22 nov.     | 1-0         | Lazio-Sampierdarenese  | 2-0           | 14 mar.       |
| 22 nov.     | 0-1         | Napoli-Bologna         | 1-2           | 14 mar.       |
| 22 nov.     | 1-4         | Triestina-Novara       | 1-2           | 14 mar.       |

| andata (11ª) | andata (11ª) | Undicesima giornata      | ritorno (26ª) | ritorno (26ª) |
|              |              |                          |               |               |
| 6 dic.       | 0-0          | Alessandria-Torino       | 0-5           | 4 apr.        |
| 6 dic.       | 2-2          | Ambrosiana-Lazio         | 0-1           | 4 apr.        |
| 6 dic.       | 3-1          | Bari-Napoli              | 0-3           | 4 apr.        |
| 6 dic.       | 0-1          | Genova 1893-Milan        | 2-2           | 4 apr.        |
| 8 dic.       | 3-1          | Juventus-Sampierdarenese | 6-2           | 4 apr.        |
| 6 dic.       | 2-1          | Novara-Fiorentina        | 0-1           | 4 apr.        |
| 6 dic.       | 0-1          | Roma-Bologna             | 0-1           | 4 apr.        |
| 6 dic.       | 4-1          | Triestina-Lucchese       | 1-1           | 4 apr.        |

| andata (13ª) | andata (13ª) | Tredicesima giornata     | ritorno (28ª) | ritorno (28ª) |
|              |              |                          |               |               |
| 27 dic.      | 2-0          | Fiorentina-Roma          | 2-2           | 2 mag.        |
| 27 dic.      | 5-1          | Genova 1893-Novara       | 0-1           | 2 mag.        |
| 27 dic.      | 4-0          | Lazio-Alessandria        | 5-1           | 2 mag.        |
| 27 dic.      | 1-0          | Lucchese-Sampierdarenese | 0-3           | 2 mag.        |
| 27 dic.      | 3-4          | Milan-Juventus           | 0-2           | 2 mag.        |
| 27 dic.      | 2-1          | Napoli-Ambrosiana        | 2-2           | 2 mag.        |
| 27 dic.      | 6-1          | Torino-Bari              | 0-0           | 2 mag.        |
| 27 dic.      | 1-2          | Triestina-Bologna        | 0-2           | 2 mag.        |

| andata (15ª) | andata (15ª) | Quindicesima giornata  | ritorno (30ª) | ritorno (30ª) |
|              |              |                        |               |               |
| 10 gen.      | 0-3          | Alessandria-Ambrosiana | 0-3           | 16 mag.       |
| 10 gen.      | 3-0          | Juventus-Fiorentina    | 2-2           | 16 mag.       |
| 10 gen.      | 3-1          | Lazio-Bari             | 2-0           | 16 mag.       |
| 10 gen.      | 3-1          | Lucchese-Torino        | 2-2           | 16 mag.       |
| 10 gen.      | 1-0          | Milan-Bologna          | 0-2           | 16 mag.       |
| 10 gen.      | 5-1          | Novara-Roma            | 0-1           | 16 mag.       |
| 10 gen.      | 0-2          | Sampierdarenese-Napoli | 2-0           | 16 mag.       |
| 10 gen.      | 0-1          | Triestina-Genova 1893  | 3-4           | 16 mag.       |

| andata (2ª) | andata (2ª) | Seconda giornata     | ritorno (17ª) | ritorno (17ª) |
|             |             |                      |               |               |
| 20 set.     | 2-2         | Bologna-Bari         | 1-0           | 24 gen.       |
| 20 set.     | 1-1         | Fiorentina-Napoli    | 0-1           | 24 gen.       |
| 20 set.     | 4-1         | Genova 1893-Lazio    | 1-2           | 24 gen.       |
| 20 set.     | 1-1         | Juventus-Lucchese    | 1-1           | 24 gen.       |
| 20 set.     | 4-1         | Milan-Alessandria    | 3-1           | 24 gen.       |
| 20 set.     | 3-5         | Novara-Ambrosiana    | 1-3           | 24 gen.       |
| 20 set.     | 3-0         | Roma-Sampierdarenese | 1-0           | 24 gen.       |
| 20 set.     | 0-2         | Triestina-Torino     | 0-2           | 24 gen.       |

| andata (4ª) | andata (4ª) | Quarta giornata             | ritorno (19ª) | ritorno (19ª) |
|             |             |                             |               |               |
| 4 ott.      | 1-1         | Bologna-Lazio               | 0-0           | 7 feb.        |
| 4 ott.      | 1-0         | Fiorentina-Bari             | 1-1           | 7 feb.        |
| 4 ott.      | 1-1         | Genova 1893-Sampierdarenese | 2-0           | 7 feb.        |
| 4 ott.      | 0-1         | Juventus-Torino             | 1-2           | 7 feb.        |
| 4 ott.      | 1-1         | Milan-Ambrosiana            | 1-1           | 7 feb.        |
| 4 ott.      | 1-2         | Novara-Lucchese             | 1-3           | 7 feb.        |
| 4 ott.      | 1-0         | Roma-Alessandria            | 3-5           | 7 feb.        |
| 4 ott.      | 1-1         | Triestina-Napoli            | 0-0           | 7 feb.        |

| andata (6ª) | andata (6ª) | Sesta giornata          | ritorno (21ª) | ritorno (21ª) |
|             |             |                         |               |               |
| 18 ott.     | 4-1         | Bologna-Sampierdarenese | 2-2           | 21 feb.       |
| 18 ott.     | 1-0         | Fiorentina-Torino       | 0-0           | 21 feb.       |
| 18 ott.     | 1-1         | Genova 1893-Lucchese    | 2-2           | 21 feb.       |
| 18 ott.     | 1-1         | Juventus-Ambrosiana     | 0-2           | 21 feb.       |
| 18 ott.     | 1-0         | Milan-Napoli            | 1-0           | 21 feb.       |
| 18 ott.     | 1-1         | Novara-Bari             | 1-4           | 21 feb.       |
| 18 ott.     | 3-1         | Roma-Lazio              | 1-0           | 21 feb.       |
| 18 ott.     | 3-0         | Triestina-Alessandria   | 0-0           | 21 feb.       |

| andata (8ª) | andata (8ª) | Ottava giornata             | ritorno (23ª) | ritorno (23ª) |
|             |             |                             |               |               |
| 8 nov.      | 0-1         | Bologna-Torino              | 3-3           | 7 mar.        |
| 8 nov.      | 1-0         | Fiorentina-Ambrosiana       | 2-2           | 7 mar.        |
| 8 nov.      | 2-2         | Juventus-Genova 1893        | 1-1           | 7 mar.        |
| 8 nov.      | 3-2         | Lucchese-Napoli             | 2-4           | 7 mar.        |
| 8 nov.      | 0-0         | Milan-Triestina             | 0-0           | 7 mar.        |
| 8 nov.      | 2-4         | Novara-Lazio                | 0-1           | 7 mar.        |
| 8 nov.      | 5-2         | Roma-Bari                   | 0-1           | 7 mar.        |
| 8 nov.      | 5-0         | Sampierdarenese-Alessandria | 0-1           | 7 mar.        |

| andata (10ª) | andata (10ª) | Decima giornata            | ritorno (25ª) | ritorno (25ª) |
|              |              |                            |               |               |
| 29 nov.      | 1-1          | Bologna-Juventus           | 0-0           | 28 mar.       |
| 29 nov.      | 2-1          | Fiorentina-Triestina       | 0-1           | 28 mar.       |
| 29 nov.      | 0-0          | Lucchese-Bari              | 0-2           | 28 mar.       |
| 29 nov.      | 2-0          | Milan-Novara               | 0-1           | 28 mar.       |
| 29 nov.      | 2-0          | Napoli-Alessandria         | 0-2           | 28 mar.       |
| 29 nov.      | 0-0          | Roma-Genova 1893           | 1-3           | 28 mar.       |
| 29 nov.      | 2-2          | Sampierdarenese-Ambrosiana | 1-1           | 28 mar.       |
| 29 nov.      | 2-2          | Torino-Lazio               | 0-0           | 28 mar.       |

| andata (12ª) | andata (12ª) | Dodicesima giornata       | ritorno (27ª) | ritorno (27ª) |
|              |              |                           |               |               |
| 20 dic.      | 2-1          | Alessandria-Genova 1893   | 0-4           | 18 apr.       |
| 20 dic.      | 1-1          | Bari-Ambrosiana           | 2-2           | 18 apr.       |
| 20 dic.      | 1-1          | Bologna-Fiorentina        | 0-0           | 18 apr.       |
| 20 dic.      | 2-1          | Lazio-Lucchese            | 0-1           | 18 apr.       |
| 20 dic.      | 1-0          | Milan-Roma                | 0-0           | 18 apr.       |
| 20 dic.      | 0-2          | Novara-Juventus           | 1-1           | 18 apr.       |
| 20 dic.      | 0-0          | Sampierdarenese-Triestina | 0-0           | 18 apr.       |
| 20 dic.      | 3-0          | Torino-Napoli             | 1-1           | 18 apr.       |

| andata (14ª) | andata (14ª) | Quattordicesima giornata | ritorno (29ª) | ritorno (29ª) |
|              |              |                          |               |               |
| 3 gen.       | 0-1          | Ambrosiana-Genova 1893   | 2-1           | 9 mag.        |
| 3 gen.       | 2-1          | Bari-Alessandria         | 2-0           | 9 mag.        |
| 3 gen.       | 5-1          | Bologna-Novara           | 0-4           | 9 mag.        |
| 3 gen.       | 1-2          | Fiorentina-Milan         | 0-1           | 9 mag.        |
| 3 gen.       | 0-0          | Juventus-Triestina       | 0-1           | 9 mag.        |
| 3 gen.       | 3-5          | Napoli-Lazio             | 0-4           | 9 mag.        |
| 3 gen.       | 3-0          | Roma-Lucchese            | 1-5           | 9 mag.        |
| 3 gen.       | 0-1          | Sampierdarenese-Torino   | 0-4           | 9 mag.        |

| andata (1ª) | andata (1ª) | Prima giornata         | ritorno (16ª) | ritorno (16ª) |
|             |             |                        |               |               |
| 13 set.     | 0-1         | Alessandria-Bologna    | 0-4           | 17 gen.       |
| 13 set.     | 1-2         | Ambrosiana-Triestina   | 1-1           | 17 gen.       |
| 13 set.     | 1-1         | Bari-Juventus          | 0-2           | 17 gen.       |
| 13 set.     | 3-0         | Lazio-Milan            | 3-5           | 17 gen.       |
| 13 set.     | 1-1         | Lucchese-Fiorentina    | 2-2           | 17 gen.       |
| 13 set.     | 0-0         | Napoli-Roma            | 0-1           | 17 gen.       |
| 13 set.     | 2-1         | Sampierdarenese-Novara | 3-3           | 17 gen.       |
| 13 set.     | 1-3         | Torino-Genova 1893     | 2-2           | 17 gen.       |

| andata (3ª) | andata (3ª) | Terza giornata             | ritorno (18ª) | ritorno (18ª) |
|             |             |                            |               |               |
| 27 set.     | 1-3         | Alessandria-Novara         | 4-3           | 31 gen.       |
| 27 set.     | 0-1         | Ambrosiana-Bologna         | 0-1           | 31 gen.       |
| 27 set.     | 1-0         | Bari-Genova 1893           | 1-3           | 31 gen.       |
| 27 set.     | 2-1         | Lazio-Triestina            | 0-1           | 31 gen.       |
| 27 set.     | 0-0         | Lucchese-Milan             | 0-3           | 31 gen.       |
| 27 set.     | 0-1         | Napoli-Juventus            | 0-2           | 31 gen.       |
| 27 set.     | 1-1         | Sampierdarenese-Fiorentina | 1-2           | 31 gen.       |
| 27 set.     | 2-0         | Torino-Roma                | 1-1           | 31 gen.       |

| andata (5ª) | andata (5ª) | Quinta giornata       | ritorno (20ª) | ritorno (20ª) |
|             |             |                       |               |               |
| 11 ott.     | 1-0         | Alessandria-Juventus  | 1-4           | 14 feb.       |
| 11 ott.     | 2-1         | Ambrosiana-Roma       | 0-0           | 14 feb.       |
| 11 ott.     | 4-0         | Bari-Triestina        | 1-1           | 14 feb.       |
| 11 ott.     | 2-1         | Lazio-Fiorentina      | 1-5           | 14 feb.       |
| 11 ott.     | 2-2         | Lucchese-Bologna      | 0-0           | 14 feb.       |
| 11 ott.     | 0-0         | Napoli-Genova 1893    | 1-0           | 14 feb.       |
| 11 ott.     | 0-0         | Sampierdarenese-Milan | 2-2           | 14 feb.       |
| 11 ott.     | 4-1         | Torino-Novara         | 0-0           | 14 feb.       |

| andata (7ª) | andata (7ª) | Settima giornata       | ritorno (22ª) | ritorno (22ª) |
|             |             |                        |               |               |
| 1º nov.     | 1-0         | Alessandria-Fiorentina | 0-1           | 28 feb.       |
| 4 nov.      | 2-2         | Ambrosiana-Lucchese    | 0-1           | 28 feb.       |
| 1º nov.     | 0-1         | Bari-Sampierdarenese   | 0-2           | 28 feb.       |
| 1º nov.     | 0-1         | Genova 1893-Bologna    | 4-4           | 28 feb.       |
| 1º nov.     | 1-0         | Lazio-Juventus         | 1-6           | 28 feb.       |
| 1º nov.     | 4-0         | Napoli-Novara          | 0-0           | 28 feb.       |
| 1º nov.     | 3-1         | Torino-Milan           | 0-0           | 28 feb.       |
| 1º nov.     | 2-2         | Triestina-Roma         | 3-1           | 28 feb.       |

| andata (9ª) | andata (9ª) | Nona giornata          | ritorno (24ª) | ritorno (24ª) |
|             |             |                        |               |               |
| 23 nov.     | 1-0         | Alessandria-Lucchese   | 0-1           | 14 mar.       |
| 22 nov.     | 1-0         | Ambrosiana-Torino      | 2-1           | 14 mar.       |
| 22 nov.     | 2-0         | Bari-Milan             | 0-4           | 14 mar.       |
| 22 nov.     | 1-1         | Genova 1893-Fiorentina | 2-1           | 14 mar.       |
| 22 nov.     | 5-1         | Juventus-Roma          | 1-3           | 14 mar.       |
| 22 nov.     | 1-0         | Lazio-Sampierdarenese  | 2-0           | 14 mar.       |
| 22 nov.     | 0-1         | Napoli-Bologna         | 1-2           | 14 mar.       |
| 22 nov.     | 1-4         | Triestina-Novara       | 1-2           | 14 mar.       |

| andata (11ª) | andata (11ª) | Undicesima giornata      | ritorno (26ª) | ritorno (26ª) |
|              |              |                          |               |               |
| 6 dic.       | 0-0          | Alessandria-Torino       | 0-5           | 4 apr.        |
| 6 dic.       | 2-2          | Ambrosiana-Lazio         | 0-1           | 4 apr.        |
| 6 dic.       | 3-1          | Bari-Napoli              | 0-3           | 4 apr.        |
| 6 dic.       | 0-1          | Genova 1893-Milan        | 2-2           | 4 apr.        |
| 8 dic.       | 3-1          | Juventus-Sampierdarenese | 6-2           | 4 apr.        |
| 6 dic.       | 2-1          | Novara-Fiorentina        | 0-1           | 4 apr.        |
| 6 dic.       | 0-1          | Roma-Bologna             | 0-1           | 4 apr.        |
| 6 dic.       | 4-1          | Triestina-Lucchese       | 1-1           | 4 apr.        |

| andata (13ª) | andata (13ª) | Tredicesima giornata     | ritorno (28ª) | ritorno (28ª) |
|              |              |                          |               |               |
| 27 dic.      | 2-0          | Fiorentina-Roma          | 2-2           | 2 mag.        |
| 27 dic.      | 5-1          | Genova 1893-Novara       | 0-1           | 2 mag.        |
| 27 dic.      | 4-0          | Lazio-Alessandria        | 5-1           | 2 mag.        |
| 27 dic.      | 1-0          | Lucchese-Sampierdarenese | 0-3           | 2 mag.        |
| 27 dic.      | 3-4          | Milan-Juventus           | 0-2           | 2 mag.        |
| 27 dic.      | 2-1          | Napoli-Ambrosiana        | 2-2           | 2 mag.        |
| 27 dic.      | 6-1          | Torino-Bari              | 0-0           | 2 mag.        |
| 27 dic.      | 1-2          | Triestina-Bologna        | 0-2           | 2 mag.        |

| andata (15ª) | andata (15ª) | Quindicesima giornata  | ritorno (30ª) | ritorno (30ª) |
|              |              |                        |               |               |
| 10 gen.      | 0-3          | Alessandria-Ambrosiana | 0-3           | 16 mag.       |
| 10 gen.      | 3-0          | Juventus-Fiorentina    | 2-2           | 16 mag.       |
| 10 gen.      | 3-1          | Lazio-Bari             | 2-0           | 16 mag.       |
| 10 gen.      | 3-1          | Lucchese-Torino        | 2-2           | 16 mag.       |
| 10 gen.      | 1-0          | Milan-Bologna          | 0-2           | 16 mag.       |
| 10 gen.      | 5-1          | Novara-Roma            | 0-1           | 16 mag.       |
| 10 gen.      | 0-2          | Sampierdarenese-Napoli | 2-0           | 16 mag.       |
| 10 gen.      | 0-1          | Triestina-Genova 1893  | 3-4           | 16 mag.       |

| andata (2ª) | andata (2ª) | Seconda giornata     | ritorno (17ª) | ritorno (17ª) |
|             |             |                      |               |               |
| 20 set.     | 2-2         | Bologna-Bari         | 1-0           | 24 gen.       |
| 20 set.     | 1-1         | Fiorentina-Napoli    | 0-1           | 24 gen.       |
| 20 set.     | 4-1         | Genova 1893-Lazio    | 1-2           | 24 gen.       |
| 20 set.     | 1-1         | Juventus-Lucchese    | 1-1           | 24 gen.       |
| 20 set.     | 4-1         | Milan-Alessandria    | 3-1           | 24 gen.       |
| 20 set.     | 3-5         | Novara-Ambrosiana    | 1-3           | 24 gen.       |
| 20 set.     | 3-0         | Roma-Sampierdarenese | 1-0           | 24 gen.       |
| 20 set.     | 0-2         | Triestina-Torino     | 0-2           | 24 gen.       |

| andata (4ª) | andata (4ª) | Quarta giornata             | ritorno (19ª) | ritorno (19ª) |
|             |             |                             |               |               |
| 4 ott.      | 1-1         | Bologna-Lazio               | 0-0           | 7 feb.        |
| 4 ott.      | 1-0         | Fiorentina-Bari             | 1-1           | 7 feb.        |
| 4 ott.      | 1-1         | Genova 1893-Sampierdarenese | 2-0           | 7 feb.        |
| 4 ott.      | 0-1         | Juventus-Torino             | 1-2           | 7 feb.        |
| 4 ott.      | 1-1         | Milan-Ambrosiana            | 1-1           | 7 feb.        |
| 4 ott.      | 1-2         | Novara-Lucchese             | 1-3           | 7 feb.        |
| 4 ott.      | 1-0         | Roma-Alessandria            | 3-5           | 7 feb.        |
| 4 ott.      | 1-1         | Triestina-Napoli            | 0-0           | 7 feb.        |

| andata (6ª) | andata (6ª) | Sesta giornata          | ritorno (21ª) | ritorno (21ª) |
|             |             |                         |               |               |
| 18 ott.     | 4-1         | Bologna-Sampierdarenese | 2-2           | 21 feb.       |
| 18 ott.     | 1-0         | Fiorentina-Torino       | 0-0           | 21 feb.       |
| 18 ott.     | 1-1         | Genova 1893-Lucchese    | 2-2           | 21 feb.       |
| 18 ott.     | 1-1         | Juventus-Ambrosiana     | 0-2           | 21 feb.       |
| 18 ott.     | 1-0         | Milan-Napoli            | 1-0           | 21 feb.       |
| 18 ott.     | 1-1         | Novara-Bari             | 1-4           | 21 feb.       |
| 18 ott.     | 3-1         | Roma-Lazio              | 1-0           | 21 feb.       |
| 18 ott.     | 3-0         | Triestina-Alessandria   | 0-0           | 21 feb.       |

| andata (8ª) | andata (8ª) | Ottava giornata             | ritorno (23ª) | ritorno (23ª) |
|             |             |                             |               |               |
| 8 nov.      | 0-1         | Bologna-Torino              | 3-3           | 7 mar.        |
| 8 nov.      | 1-0         | Fiorentina-Ambrosiana       | 2-2           | 7 mar.        |
| 8 nov.      | 2-2         | Juventus-Genova 1893        | 1-1           | 7 mar.        |
| 8 nov.      | 3-2         | Lucchese-Napoli             | 2-4           | 7 mar.        |
| 8 nov.      | 0-0         | Milan-Triestina             | 0-0           | 7 mar.        |
| 8 nov.      | 2-4         | Novara-Lazio                | 0-1           | 7 mar.        |
| 8 nov.      | 5-2         | Roma-Bari                   | 0-1           | 7 mar.        |
| 8 nov.      | 5-0         | Sampierdarenese-Alessandria | 0-1           | 7 mar.        |

| andata (10ª) | andata (10ª) | Decima giornata            | ritorno (25ª) | ritorno (25ª) |
|              |              |                            |               |               |
| 29 nov.      | 1-1          | Bologna-Juventus           | 0-0           | 28 mar.       |
| 29 nov.      | 2-1          | Fiorentina-Triestina       | 0-1           | 28 mar.       |
| 29 nov.      | 0-0          | Lucchese-Bari              | 0-2           | 28 mar.       |
| 29 nov.      | 2-0          | Milan-Novara               | 0-1           | 28 mar.       |
| 29 nov.      | 2-0          | Napoli-Alessandria         | 0-2           | 28 mar.       |
| 29 nov.      | 0-0          | Roma-Genova 1893           | 1-3           | 28 mar.       |
| 29 nov.      | 2-2          | Sampierdarenese-Ambrosiana | 1-1           | 28 mar.       |
| 29 nov.      | 2-2          | Torino-Lazio               | 0-0           | 28 mar.       |

| andata (12ª) | andata (12ª) | Dodicesima giornata       | ritorno (27ª) | ritorno (27ª) |
|              |              |                           |               |               |
| 20 dic.      | 2-1          | Alessandria-Genova 1893   | 0-4           | 18 apr.       |
| 20 dic.      | 1-1          | Bari-Ambrosiana           | 2-2           | 18 apr.       |
| 20 dic.      | 1-1          | Bologna-Fiorentina        | 0-0           | 18 apr.       |
| 20 dic.      | 2-1          | Lazio-Lucchese            | 0-1           | 18 apr.       |
| 20 dic.      | 1-0          | Milan-Roma                | 0-0           | 18 apr.       |
| 20 dic.      | 0-2          | Novara-Juventus           | 1-1           | 18 apr.       |
| 20 dic.      | 0-0          | Sampierdarenese-Triestina | 0-0           | 18 apr.       |
| 20 dic.      | 3-0          | Torino-Napoli             | 1-1           | 18 apr.       |

| andata (14ª) | andata (14ª) | Quattordicesima giornata | ritorno (29ª) | ritorno (29ª) |
|              |              |                          |               |               |
| 3 gen.       | 0-1          | Ambrosiana-Genova 1893   | 2-1           | 9 mag.        |
| 3 gen.       | 2-1          | Bari-Alessandria         | 2-0           | 9 mag.        |
| 3 gen.       | 5-1          | Bologna-Novara           | 0-4           | 9 mag.        |
| 3 gen.       | 1-2          | Fiorentina-Milan         | 0-1           | 9 mag.        |
| 3 gen.       | 0-0          | Juventus-Triestina       | 0-1           | 9 mag.        |
| 3 gen.       | 3-5          | Napoli-Lazio             | 0-4           | 9 mag.        |
| 3 gen.       | 3-0          | Roma-Lucchese            | 1-5           | 9 mag.        |
| 3 gen.       | 0-1          | Sampierdarenese-Torino   | 0-4           | 9 mag.        |

## Statistiche

### Squadre

#### Capoliste solitarie
|    | ——  | ——  | —— | ——  | ——      | ——      | ——  | —— | ——  | ——  | ——  | ——  | ——  | ——  | ——  | ——  | ——      | ——      | ——      | ——      | ——      | ——      | ——      | ——      | ——      | ——      | ——      | ——      | ——      | —— |  |
|    | Gen | Bol |    | Tor | Bologna | Bologna | Tor |    |     | Bol |     |     |     | Laz |     |     | Bologna | Bologna | Bologna | Bologna | Bologna | Bologna | Bologna | Bologna | Bologna | Bologna | Bologna | Bologna | Bologna |    |  |
|    |     |     |    |     |         |         |     |    |     |     |     |     |     |     |     |     |         |         |         |         |         |         |         |         |         |         |         |         |         |    |  |
|    |     |     |    |     |         |         |     |    |     |     |     |     |     |     |     |     |         |         |         |         |         |         |         |         |         |         |         |         |         |    |  |
| 1ª | 2ª  | 3ª  | 4ª | 5ª  | 6ª      | 7ª      | 8ª  | 9ª | 10ª | 11ª | 12ª | 13ª | 14ª | 15ª | 16ª | 17ª | 18ª     | 19ª     | 20ª     | 21ª     | 22ª     | 23ª     | 24ª     | 25ª     | 26ª     | 27ª     | 28ª     | 29ª     | 30ª     |    |  |

#### Classifica in divenire
| [ 18 ]          | 1ª | 2ª | 3ª | 4ª | 5ª | 6ª | 7ª | 8ª | 9ª | 10ª | 11ª | 12ª | 13ª | 14ª | 15ª | 16ª | 17ª | 18ª | 19ª | 20ª | 21ª | 22ª | 23ª | 24ª | 25ª | 26ª | 27ª | 28ª | 29ª | 30ª |
| [ 18 ]          |    |    |    |    |    |    |    |    |    |     |     |     |     |     |     |     |     |     |     |     |     |     |     |     |     |     |     |     |     |     |
| --------------- | -- | -- | -- | -- | -- | -- | -- | -- | -- | --- | --- | --- | --- | --- | --- | --- | --- | --- | --- | --- | --- | --- | --- | --- | --- | --- | --- | --- | --- | --- |
| Alessandria     | 0  | 0  | 0  | 0  | 2  | 2  | 4  | 4  | 6  | 6   | 7   | 9   | 9   | 9   | 9   | 9   | 9   | 11  | 13  | 13  | 14  | 14  | 16  | 16  | 18  | 18  | 18  | 18  | 18  | 18  |
| Ambrosiana      | 0  | 2  | 2  | 3  | 5  | 6  | 7  | 7  | 9  | 10  | 11  | 12  | 12  | 12  | 14  | 15  | 17  | 17  | 18  | 19  | 21  | 21  | 22  | 24  | 25  | 25  | 26  | 27  | 29  | 31  |
| Bari            | 1  | 2  | 4  | 4  | 6  | 7  | 7  | 7  | 9  | 10  | 12  | 13  | 13  | 15  | 15  | 15  | 15  | 15  | 16  | 17  | 19  | 19  | 21  | 21  | 23  | 23  | 24  | 25  | 27  | 27  |
| Bologna         | 2  | 3  | 5  | 6  | 7  | 9  | 11 | 11 | 13 | 14  | 16  | 17  | 19  | 21  | 21  | 23  | 25  | 27  | 28  | 29  | 30  | 31  | 32  | 34  | 35  | 37  | 38  | 40  | 40  | 42  |
| Fiorentina      | 1  | 2  | 3  | 5  | 5  | 7  | 7  | 9  | 10 | 12  | 12  | 13  | 15  | 15  | 15  | 16  | 16  | 18  | 19  | 21  | 22  | 24  | 25  | 25  | 25  | 27  | 28  | 29  | 29  | 30  |
| Genova          | 2  | 4  | 4  | 5  | 6  | 7  | 7  | 8  | 9  | 10  | 10  | 10  | 12  | 14  | 16  | 17  | 17  | 19  | 21  | 21  | 22  | 23  | 24  | 26  | 28  | 29  | 31  | 31  | 31  | 33  |
| Juventus        | 1  | 2  | 4  | 4  | 4  | 5  | 5  | 6  | 8  | 9   | 11  | 13  | 15  | 16  | 18  | 20  | 21  | 23  | 23  | 25  | 25  | 27  | 28  | 28  | 29  | 31  | 32  | 34  | 34  | 35  |
| Lazio           | 2  | 2  | 4  | 5  | 7  | 7  | 9  | 11 | 13 | 14  | 15  | 17  | 19  | 21  | 23  | 23  | 25  | 25  | 26  | 26  | 26  | 26  | 28  | 30  | 31  | 33  | 33  | 35  | 37  | 39  |
| Lucchese        | 1  | 2  | 3  | 5  | 6  | 7  | 8  | 10 | 10 | 11  | 11  | 11  | 13  | 13  | 15  | 16  | 17  | 17  | 19  | 20  | 21  | 23  | 23  | 25  | 25  | 26  | 28  | 28  | 30  | 31  |
| Milan           | 0  | 2  | 3  | 4  | 5  | 7  | 7  | 8  | 8  | 10  | 12  | 14  | 14  | 16  | 18  | 20  | 22  | 24  | 25  | 26  | 28  | 29  | 30  | 32  | 32  | 33  | 34  | 34  | 36  | 36  |
| Napoli          | 1  | 2  | 2  | 3  | 4  | 4  | 6  | 6  | 6  | 8   | 8   | 8   | 10  | 10  | 12  | 12  | 12  | 14  | 14  | 15  | 17  | 17  | 18  | 20  | 20  | 20  | 22  | 23  | 24  | 24  |
| Novara          | 0  | 0  | 2  | 2  | 2  | 3  | 3  | 3  | 5  | 5   | 7   | 7   | 7   | 7   | 9   | 10  | 10  | 10  | 10  | 11  | 11  | 12  | 12  | 14  | 16  | 16  | 17  | 19  | 21  | 21  |
| Roma            | 1  | 3  | 3  | 5  | 5  | 7  | 8  | 10 | 10 | 11  | 11  | 11  | 11  | 13  | 13  | 15  | 17  | 18  | 18  | 19  | 21  | 21  | 21  | 23  | 23  | 23  | 24  | 25  | 25  | 27  |
| Sampierdarenese | 2  | 2  | 3  | 4  | 5  | 5  | 7  | 9  | 9  | 10  | 10  | 11  | 11  | 11  | 11  | 12  | 12  | 12  | 12  | 13  | 14  | 16  | 16  | 16  | 17  | 17  | 18  | 20  | 20  | 22  |
| Torino          | 0  | 2  | 4  | 6  | 8  | 8  | 10 | 12 | 12 | 13  | 14  | 16  | 18  | 20  | 20  | 21  | 23  | 24  | 26  | 27  | 28  | 29  | 30  | 30  | 31  | 33  | 34  | 35  | 37  | 38  |
| Triestina       | 2  | 2  | 2  | 3  | 3  | 5  | 6  | 7  | 7  | 7   | 9   | 10  | 10  | 11  | 11  | 12  | 12  | 14  | 15  | 16  | 17  | 19  | 20  | 20  | 22  | 23  | 24  | 24  | 26  | 26  |

#### Classifiche di rendimento

##### Rendimento andata-ritorno
| Andata          | Andata | Ritorno         | Ritorno |
|                 |        |                 |         |
| Lazio           | 23     | Bologna         | 21      |
| Bologna         | 21     | Milan           | 18      |
| Torino          | 20     | Torino          | 18      |
| Juventus        | 18     | Ambrosiana      | 17      |
| Milan           | 18     | Genova 1893     | 17      |
| Genova 1893     | 16     | Juventus        | 17      |
| Bari            | 15     | Lazio           | 16      |
| Fiorentina      | 15     | Lucchese        | 16      |
| Lucchese        | 15     | Fiorentina      | 15      |
| Ambrosiana      | 14     | Triestina       | 15      |
| Roma            | 13     | Roma            | 14      |
| Napoli          | 12     | Bari            | 12      |
| Triestina       | 11     | Napoli          | 12      |
| Sampierdarenese | 11     | Novara          | 12      |
| Alessandria     | 9      | Sampierdarenese | 11      |
| Novara          | 9      | Alessandria     | 9       |

##### Rendimento casa-trasferta
| Casa            | Casa | Trasferta       | Trasferta |
|                 |      |                 |           |
| Lazio           | 26   | Bologna         | 20        |
| Lucchese        | 23   | Genova 1893     | 16        |
| Milan           | 23   | Torino          | 16        |
| Bologna         | 22   | Ambrosiana      | 14        |
| Fiorentina      | 22   | Juventus        | 13        |
| Juventus        | 22   | Lazio           | 13        |
| Torino          | 22   | Milan           | 13        |
| Roma            | 21   | Triestina       | 10        |
| Bari            | 20   | Sampierdarenese | 9         |
| Ambrosiana      | 17   | Fiorentina      | 8         |
| Genova 1893     | 17   | Lucchese        | 8         |
| Alessandria     | 16   | Napoli          | 8         |
| Napoli          | 16   | Bari            | 7         |
| Novara          | 16   | Roma            | 6         |
| Triestina       | 16   | Novara          | 5         |
| Sampierdarenese | 13   | Alessandria     | 2         |

#### Primati stagionali
- Maggior numero di vittorie: Lazio (17)
- Minor numero di sconfitte: Bologna (3)
- Miglior attacco: Lazio (56 reti fatte)
- Miglior difesa: Torino (25 reti subite)
- Miglior differenza reti: Torino (+25)
- Maggior numero di pareggi: Ambrosiana e Lucchese (13)
- Minor numero di vittorie: Sampierdarenese (6)
- Maggior numero di sconfitte: Alessandria (20)
- Peggiore attacco: Alessandria (23 reti fatte)
- Peggior difesa: Alessandria (67 reti subite)
- Peggior differenza reti: Alessandria (-44)
- Partita con più reti: Novara-Ambrosiana 3-5 (2ª giornata), Napoli-Lazio 3-5 (14ª giornata), Lazio-Milan 3-5 (16ª giornata), Roma-Alessandria 3-5 (19ª giornata), Genova 1893-Bologna 4-4 (22ª giornata) e Juventus-Sampierdarenese 6-2 (26ª giornata)
- Miglior sequenza di partite utili: Bologna (13, dalla 16ª alla 28ª giornata)

### Individuali

#### Classifica marcatori
Nel corso del campionato furono segnati complessivamente 639 gol (di cui 13 su autorete) da 145 diversi giocatori, per una media di 2,66 gol a partita.
Da segnalare le quadriplette messe a segno da Pietro Buscaglia (in Torino-Bari 6-1 della 13ª giornata), da Umberto Busani (in Napoli-Lazio 3-5 della 14ª giornata) e da Felice Borel (in Sampierdarenese-Juventus 2-6 della 26ª giornata).
Di seguito, la classifica dei marcatori.
| Gol | Rigori |  | Giocatore              | Squadra     |
| --- | ------ |  | ---------------------- | ----------- |
| 21  |        |  | Silvio Piola           | Lazio       |
| 18  |        |  | Guglielmo Gabetto      | Juventus    |
| 17  | 1      |  | Pietro Buscaglia       | Torino      |
| 16  | 1      |  | Felice Borel (II)      | Juventus    |
| 16  |        |  | Alfredo Marchionneschi | Genova 1893 |
| 15  |        |  | Umberto Busani         | Lazio       |
| 13  |        |  | Danilo Michelini       | Lucchese    |
| 13  | 2      |  | Elpidio Coppa          | Lucchese    |
| 13  |        |  | Otello Torri           | Novara      |
| 12  |        |  | Egidio Capra           | Milan       |
| 12  |        |  | Carlo Reguzzoni        | Bologna     |
| 11  |        |  | Annibale Frossi        | Ambrosiana  |
| 11  | 4      |  | Giuseppe Meazza        | Ambrosiana  |
| 11  |        |  | Ezio Rizzotti          | Novara      |